# Cmentarz Matki Bożej Królowej Polski w Toruniu
Cmentarz Matki Bożej Królowej Polski w Toruniu (potocznie nazywany Cmentarz na Rubinkowie) – nieczynny cmentarz rzymskokatolicki, położony na Rubinkowie w Toruniu, przy ul. Rydygiera 21, za kościołem pw. Matki Bożej Królowej Polski. Cmentarz zajmuje powierzchnię 0,33 ha.
Cmentarz założono prawdopodobnie w I poł. XIX wieku. Na mapach widnieje od 1860 roku. Ostatnie pochówki miały miejsce w latach 60. XX wieku (wyjątek uczyniono w 1995 roku, kiedy to pochowano ks. prałata Bronisława Porzycha, pierwszego proboszcza parafii Matki Bożej Królowej Polski. Na początku XXI wieku parafia Matki Bożej Królowej Polski wyłożona kostką alejkę na cmentarzu, zamontowała nowy krzyż oraz uporządkowała teren.
Cmentarz jest położony na płaskim terenie, ma kształt prostokąta. Aleja dzieli cmentarz na dwie kwater i prowadzi do krzyża. Przy rozpoczęciu alei znajduje się kapliczka postawiona prawdopodobnie w latach 40. lub 50. XX wieku. Nagrobki ułożono prostopadle do alejki. Na cmentarzu znajduje się 120 nagrobków, w tym co najmniej 5 mogił ziemnych. Większość z nich jest uboga w formie. Najstarszy zachowany nagrobek upamiętnia Weronikę Nawczyńską z domu Gumowską, żyjącą w latach 1862–1915. Większość nagrobków pochodzi z lat 40. XX wieku. 
Cmentarz jest najstarszym obiektem świadczącym o istnieniu wsi Rubinkowo, przyłączonej w 1950 roku do Torunia.